# Oh Father
"Oh Father" je četvrti singl američke pjevačice Madonne s četvrtog studijskog albuma Like a Prayer. Kao singl je izdan 24. listopada 1989. pod Sire Recordsom. U UK-u nije je pjesma izdana kao singl tek 31. prosinca 1995. i to kao singl s kompilacije najvećih balada, Something to Remember.

## (Ne)uspjeh pjesme
U Top 40 na američkoj Billboard Hot 100 ljestvici, singl je ušao u tjednu oko 25. studenoga 1989. Ovo je bio prvi Madonnin singl od pjesme "Holiday" koji nije dospjeo u prvih 10, nego je stao na 20. mjestu ljestvice. Ovo je zaustavilo Madonnin niz od 16 uzastopnih Top 5 singlova i 17 uzastopnih Top 10 singlova.
Izvan Sjedinjenih Država, pjesma je bila skromnog uspjeha. To je jedan od najslabije plasiranih Madonninih singlova u Australiji s 59. pozicijom. I u ovoj zemlji je singl zaustavio niz, ali niz od 20 Top 40 singlova.
"Oh Father" nije izdan kao singl u UK-u i Irskoj sve do 25. prosinca 1995. kada se pjesma pojavila na kompilaciji najboljih balada, Something to Remember. U UK-u je pjesma dospjela na 16. mjesto, a u Irskoj na 25. mjesto ljestvice. 
Pjesma je kao singl izdana u Južnoj Africi 1989., ali nije uspjela ući na ljestvicu, dok se ponovnim izdanjem 1995. popela na sam vrh ljestvice i ostala na 1. mjestu 2 tjedna.
Madonna je pjesmu izvela na Blond Ambition World Tour.

## Popis pjesama i formata
3" CD singl
1. "Oh Father"
2. "Pray for Spanish Eyes"

US Kaseta i 7" singl
1. "Oh Father"
2. "Pray for Spanish Eyes"

Kanada 7" singl
1. "Oh Father" 4:20 (edit)
2. "Pray for Spanish Eyes" 5:15 (LP Version)

Kanada 7" PROMO
1. "Oh Father" 4:20 (edit)
2. "Pray for Spanish Eyes" 5:15 (LP Version)

UK Kaseta (1995)
1. "Oh Father"
2. "Live to Tell" (live edit from Ciao Italia)

UK CD singl (Slim case & Limited Edition 4 post cards) (1995)
1. "Oh Father"
2. "Live to Tell" (live edit from Ciao Italia)
3. "Why's It So Hard" (live from The Girlie Show)

US PROMO cd singl (1989)
1. "Oh, Father (Edit)" 4:20

## Na ljestvicama
| Ljestvica(1989/96)             | Pozicija |
| ------------------------------ | -------- |
| Australija (1989.)             | 59       |
| Europa (1996.)                 | 62       |
| Finska (1996.)                 | 6        |
| Francuska (1989.)              | 26       |
| Irska (1996.)                  | 25       |
| Izrael (1989.)                 | 28       |
| Japan (1989.)                  | 12       |
| Južnoafrička Republika (1996.) | 1        |
| Ujedinjeno Kraljevstvo (1996.) | 16       |
| U.S. Billboard Hot 100 (1989.) | 20       |
| U.S. ARC Weekly Top 40 (1989.) | 15       |